# Jiří I. Waldecko-Pyrmontský
Jiří I. Waldecko-Pyrmontský (6. května 1747, Arolsen – 9. září 1813, Rhoden) byl v letech 1812 až 1813 waldecko-pyrmontským knížetem.

## Život
Jiří se narodil jako čtvrtý syn Karla Augusta Waldecka a jeho manželky Kristýny Henriety Falcko-Zweibrückenské.
Po smrti otce v roce 1763 se stal waldecko-pyrmontským knížetem Jiřího starší bratr Fridrich.
V roce 1805 bylo knížectví rozděleno a Jiří dostal Pyrmont, zatímco Fridrichovi zůstal Waldeck. V roce 1807 se Waldeck připojil k Rýnskému spolku.
Po smrti bezdětného knížete Fridricha se Waldeck-Pyrmont opět spojil po vládou knížete Jiřího.
Kníže Jiří I. zemřel 9. září 1813 ve věku 66 let v Rhodenu.

## Manželství a potomci
12. září 1784 se sedmatřicetiletý Jiří v obci Otterwisch oženil s o jednadvacet let mladší princeznou Augustou Schwarzbursko-Sondershausenskou (1768–1849), dcerou knížete Augusta II. Schwarzbursko-Sondershausenkého a Kristýny Anhaltsko-Bernburské. Spolu měli manželé osm synů a pět dcer:
- 1. Kristýna Waldecko-Pyrmontská (23. 3. 1787 Weil am Rhein – 16. 3. 1806 Rhoden),[1] abatyše kláštera Schaaken v Lichtenfelsu
- 2. Karel Waldecko-Pyrmontský (7. 7. 1788 Weil am Rhein – 3. 10. 1795 Rhoden)[2]
- 3. Jiří II. Waldecko-Pyrmontský (20. 9. 1789 Weil am Rhein – 15. 5. 1845 Arolsen), kníže waldecko-pyrmontský od roku 1813 až do své smrti[3]
⚭ 1823 Emma Anhaltsko-Bernbursko-Schaumbursko-Hoymská (20. 5. 1802 Limburg an der Lahn – 1. 8. 1858 Bad Pyrmont)[4]
- 4. Fridrich Waldecko-Pyrmontský (3. 11. 1790 Arolsen  – 1. 2. 1828 tamtéž)[5]
⚭ 1816 Ursula Polle (19. 9. 1790 Bonn – 17. 1. 1861 Arolsen)[6]
- 5. Kristián Waldecko-Pyrmontský (19. 6. 1792 Arolsen – 8. 7. 1795 tamtéž)
- 6. Augusta Waldecko-Pyrmontská (7. 8. 1793 Arolsen – 29. 4. 1794 tamtéž)[7]
- 7. Johan Waldecko-Pyrmontský (25. 9. 1794 Arolsen – 8. 10. 1814), svobodný a bezdětný[8]
- 8. Ida Waldecko-Pyrmontská (26. 9. 1796 Rhoden – 12. 4. 1869 Menton)[9]
⚭ 1816 Jiří Vilém ze Schaumburg-Lippe (20. 12. 1784 Bückeburg – 21. 11. 1860 tamtéž), hrabě ze Schaumburg-Lippe v letech 1787–1807, 1. kníže ze Schaumburg-Lippe od roku 1807 až do své smrti[10]
- 9. Wolrad Waldecko-Pyrmontský (23. 4. 1798 Rhoden – 24. 8. 1821 Siena), svobodný a bezdětný[11]
- 10. Matylda Waldecko-Pyrmontská (10. 4. 1801 Rhoden – 13. 4. 1825 Karlsruhe)[12]
⚭ 1817 Evžen Württemberský (8. 1. 1788 Olešnice – 16. 9. 1857 Karlsruhe)[13]
- 11. Karel Kristián Waldecko-Pyrmontský (12. 4. 1803 – 19. 7. 1846)[14]
⚭ 1841 Amálie Lippsko-Biesterfeldská (4. 4. 1814 Kolín nad Rýnem – 25. 10. 1879)[15]
- 12. Karolína Kristýna Waldecko-Pyrmontská (27. 11. 1804 Rhoden – 3. 3. 1806 tamtéž)[16]
- 13. Heřman Waldecko-Pyrmontský (11. 10. 1809 Pyrmont – 6. 10. 1876 Landau)[17]
⚭ 1833 hraběnka Ágnes Teleki de Szék (2. 10. 1814 – 15. 2. 1896)[18]